# Transcriptie (taal)
Transcriptie is in de taalkunde het zo klankgetrouw mogelijk weergeven van een geschreven tekst of een gesproken taaluiting. Een in de wetenschap veelgebruikt transcriptiesysteem voor de spreektaal is het Internationaal Fonetisch Alfabet (IPA) en het ASCII-equivalent SAMPA. Muziektranscriptie is het noteren van een muziekstuk dat is gearrangeerd voor een ander instrument.

## Administratief
Een transcriptie wordt ook toegepast bij vergaderingen, verhoren en gedicteerde brieven. Aan de hand van de opnamen wordt achteraf een verslag gemaakt. Daarbij onderscheidt men een transcriptie die "woordelijk" is en een transcriptie die "letterlijk" is. Indien het verslag woordelijk is, wordt hetgeen besproken is weergegeven in goede zinnen. Bij een letterlijk verslag wordt alles opgeschreven, precies zoals het is uitgesproken. Verder is het mogelijk een verslag "beknopt" of "uitgebreid" te maken. Voor het maken van een correct verslag zijn richtlijnen voor de opnamen belangrijk. Teneinde de notulist of degene die verantwoordelijk is voor de transcriptie de mogelijkheid te geven de namen en stemmen aan elkaar te koppelen, is het essentieel dat  de notulist een lijst met deelnemers ontvangt en dat de deelnemers zich aan het begin van de vergadering voorstellen.

## Kwalitatief onderzoek
Transcripties worden ook gebruikt voor kwalitatief onderzoek. Een onderzoeker voegt "time stamps" toe aan een transcriptie en kan op die manier met behulp van Qualitative Data Analysis-software (QDA) de gegevens beter en sneller verwerken. Time stamps kunnen een link bevatten die ervoor zorgt dat de lezer op ieder gewenst moment het corresponderende geluidsfragment of het corresponderende videobeeld kan oproepen. Zo kan precies worden nageluisterd hoe iets is gezegd: was de spreker boos, verontwaardigd, aarzelend? Dit kan essentieel zijn als het gaat om verhoren of rechtszaken. Er zijn diverse notuleerbureaus die transcripties maken met time stamps.

## Taalkundig
Transcriptie van taal is zowel een hulpmiddel bij taalonderwijs als bij de wetenschappelijke studie van taal. In beide gevallen beoogt de transcriptie gebruikers in staat te stellen de uitspraak van woorden en zinnen van een taal of een specifieke taaluiting correct te reproduceren.
Het transcriberen van een gebarentaal wordt SignWriting genoemd.

## Verschil tussen transcriptie en transliteratie
Bij transliteratie is het doel om het schrift van een taal zo goed mogelijk over te zetten in een ander type schrift, waarbij ernaar wordt gestreefd om een letter voor letter getrouwe omzetting te bewerkstelligen. Transcriptie betreft in taalkundige zin gewoonlijk ofwel een 'fonetische transcriptie', ofwel een 'fonologische transcriptie'. Een fonetische transcriptie is de weergave van taaluitingen in een fonetisch schrift zoals het Internationaal Fonetisch Alfabet, waarbij zowel fonemen als allofonen worden onderscheiden. Een fonetische transcriptie wordt in wetenschappelijke publicaties vaak tussen rechte haken geplaatst. Een fonologische transcriptie onderscheidt alleen fonemen en is om die reden minder nauwkeurig. Ter onderscheid wordt deze transcriptie vaak tussen schuine strepen geplaatst. Indien de taal die wordt weergegeven een eigen fonologisch alfabet bezit, kan een 'fonologische' transcriptie (van de gesproken taal) overlappen met de transliteratie van de schrijftaal.
Woorden van bijvoorbeeld het Chinees kennen diverse transcripties; zo is Peking in het hanyu pinyin Beijing en in het Wade-Gilessysteem Pei-ching.